# Joseph Galloway (Politiker)

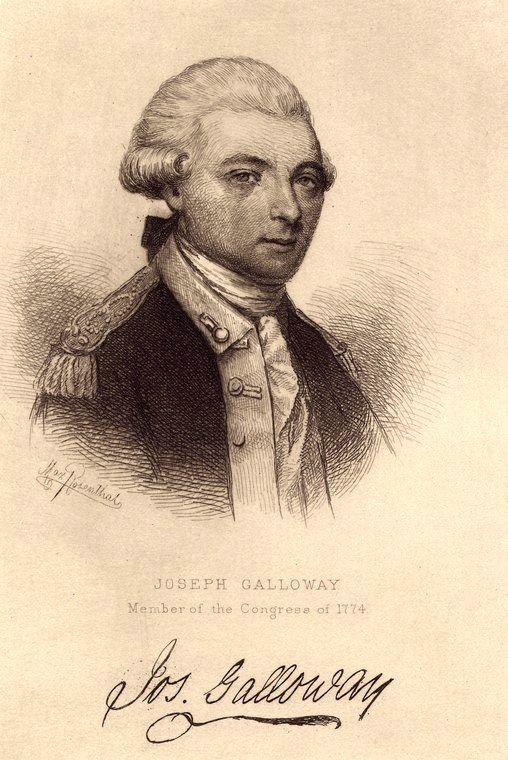
Joseph Galloway

Joseph Galloway (* 1731 im Anne Arundel County, Province of Maryland; † 10. August 1803 in Watford, Hertfordshire, England) war ein britischer Politiker im kolonialen Nordamerika. Im Jahr 1774 nahm er als Delegierter für Pennsylvania am Kontinentalkongress teil.

## Leben
Noch in seiner Jugend zog Joseph Galloway mit seinem Vater in die Provinz Pennsylvania, wo er eine liberale Schulausbildung erhielt. Nach einem anschließenden Jurastudium und seiner Zulassung als Rechtsanwalt begann er in Philadelphia in diesem Beruf zu arbeiten. Gleichzeitig schlug er eine politische Laufbahn ein. Zwischen 1757 und 1775 saß er in der Provincial Assembly, dem kolonialen Repräsentantenhaus von Pennsylvania. Von 1766 bis 1774 war er deren Präsident. Er setzte sich damals für eine Reform der Provinz ein, die er zur britischen Kronkolonie umwandeln wollte, um damit den Einfluss einiger weniger reichen Landbesitzer auf die Verwaltung zurückzudrängen. Er war überzeugter Anhänger der britischen Krone.
Anfang der 1770er Jahre hatte er Verständnis für einige Anliegen der Kolonisten. Im Jahr 1774 vertrat er Pennsylvania im Kontinentalkongress. Dort unterbreitete er einen Plan, der einen Kompromiss mit Großbritannien vorsah. Nach diesem Plan sollten die Kolonien ein gemeinsames amerikanisches Parlament gründen, das zusammen mit dem britischen Parlament in London über die politischen Entwicklungen entscheiden sollte. Nach diesem Plan wären die 13 Kolonien bei der Krone geblieben, hätten aber die Möglichkeit auf Mitbestimmung auch in der damals umstrittenen Steuerangelegenheit gehabt. Der Kongress lehnte Galloways Plan aber mit einer Mehrheit von nur einer Stimme ab.
Nach dieser parlamentarischen Niederlage zog sich Galloway aus dem Kontinentalkongress zurück. Er war ein Gegner der Unabhängigkeitsbewegung und blieb als Loyalist ein Anhänger der britischen Krone. Während des Unabhängigkeitskrieges diente er bis 1778 in den britischen Streitkräften. Dann verließ er Amerika für immer und zog nach England, wobei er seine Tochter Elizabeth mitnahm und seine Frau Grace Growden Galloway zurückließ. Währenddessen wurde er in Pennsylvania in Abwesenheit wegen Hochverrats angeklagt und sein amerikanischer Besitz, der hauptsächlich aus dem sehr großen ererbten Besitz seiner Frau bestand, eingezogen. Den Rest seines Lebens verbrachte Galloway mit religiösen Studien und Schriften in England. Er starb am 10. August 1803 in Watford.
Er war gewähltes Mitglied der American Philosophical Society.